# Ka Kwe Ye
O Ka Kwe Ye (KKY; birmanês:  ကာကွယ်ရေး) foi uma força paramilitar e organização criminosa patrocinada pelo Estado birmanês. A organização foi fundada em 1963 por Khun Sa com o propósito de combater a insurgência comunista e dedicava-se ao tráfico de drogas e outras mercadorias ilegais, principalmente ópio. O KKY era conhecido pela sua extrema brutalidade, incluindo sequestros, uso de tortura e matança indiscriminada de civis.
Outros intervenientes não estatais, como Kokang, também utilizaram os efetivos do Kakweye no século XX, estilizando as tropas como uma Força de Defesa Popular. O magnata e traficante de drogas de Kokang, Lo Hsing Han, começou sua carreira comandando uma força da KKY criada por Ne Win para combater os comunistas na área.